# Ивудживик
Ивудживик (англ. Ivujivik, фр. Ivujivik, инуктитут ᐃᕗᔨᕕᒃ) — инуитская «северная деревня» в округе Кативик, регион Север Квебека, провинция Квебек, Канада.

## География, описание, этимология

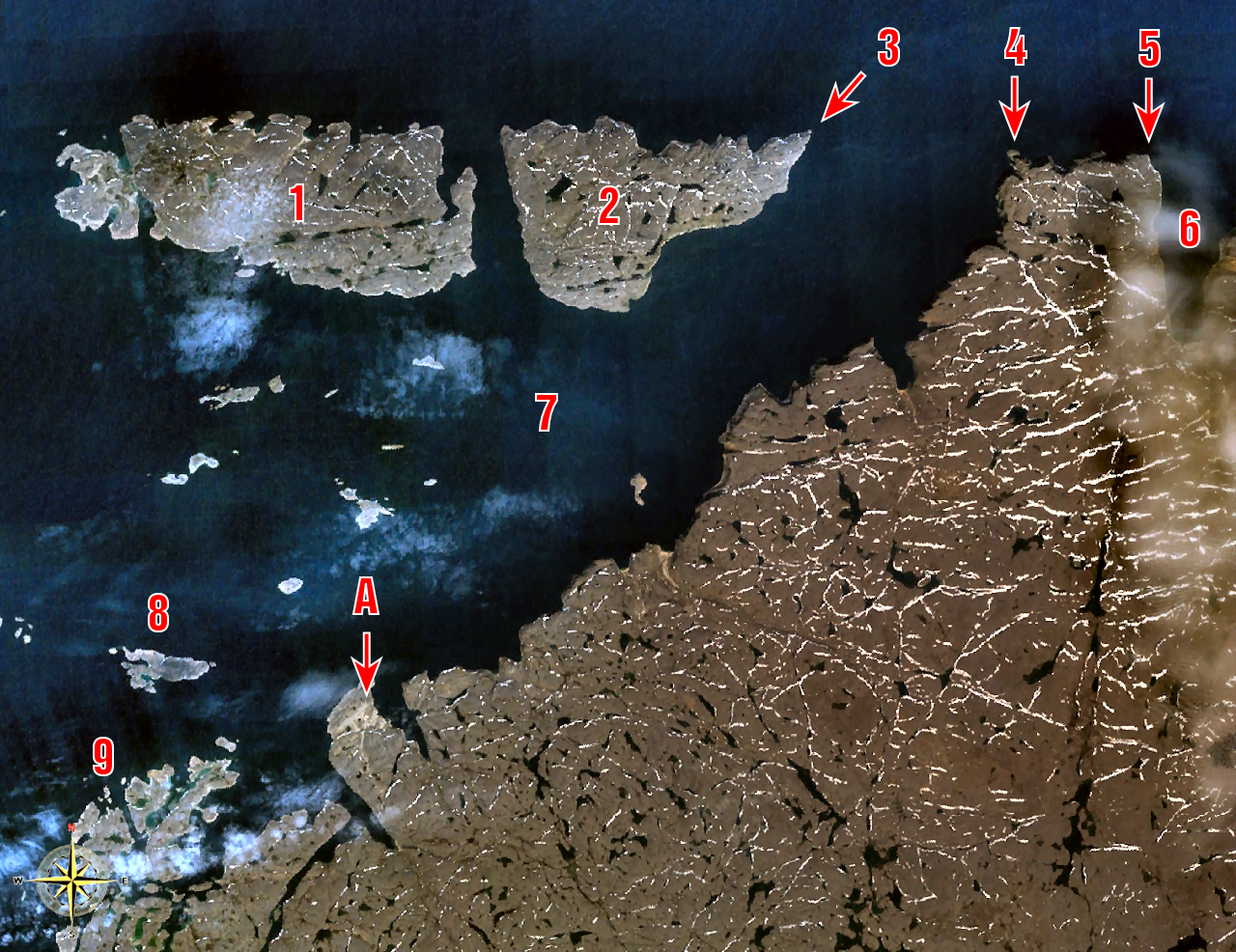
Карта региона. Условные обозначения: А — деревня Ивудживик, 1, 2 — Диггес (острова), 4 — мыс Уолстенхолм (мыс), 7 — пролив Диггес (пролив).

Ивудживик — самый северный населённый пункт Квебека. Деревня расположена у пролива Диггес, где встречаются Гудзоновы пролив и залив, в северной части провинции и в северной части полуострова Унгава, в 28 километрах юго-западнее мыса Уолстенхолм — самой северной точки провинции и вообще всего полуострова Лабрадор. Чуть севернее деревни, через пролив, находятся необитаемые скалистые острова Диггес, на которых в огромных количествах селятся толстоклювые кайры.

Официальная площадь деревни составляет 37,5 км² (из которых 2,29 км² составляют открытые водные пространства), но фактически население живёт гораздо компактнее, так как в Ивудживике по переписи 2011 года проживает всего 370 человек в 91 доме.
Автомобильных дорог до деревни не проложено, сообщение с «большой землёй» обеспечивает аэропорт (одна гравийная полоса длиной 1073 метра, в 2010 году обработано 1562 операции взлёт-посадка), а около трёх недель в конце лета, когда вода освобождается ото льда, возможно морское сообщение.
Название деревни с языка местных эскимосов означает «Место, где из-за сильного течения накапливается лёд» или «Место, где крушится морской лёд». Как уже говорилось выше, здесь встречаются течения Гудзоновых пролива и залива, зачастую разнонаправленные, что приводит к крупным и шумным столкновениям дрейфующих льдин.

## История
В 1909 году Компания Гудзонова залива основала торговый пост (англ. trading post) в бухте Эрик, примерно в 28 километрах северо-восточнее будущей деревни. В 1938 году был основан Ивудживик — там расположилась католическая миссия. Тем не менее обе эти точки оставались вре́менными «летними лагерями». В 1947 году пост из бухты Эрик был перенесён в Ивудживик, и вскоре некоторые эскимосы начали жить здесь постоянно, оставив кочевой образ жизни. Правительство Канады признало этот населённый пункт только в 1960-х годах после закрытия миссии и начало предоставлять его жителям медицинское и социальное обслуживание. В 1967 году местные жители создали кооператив, направленный на освоение новых сфер деятельности: охотничий и рыболовный туризм, развитие традиционных ремёсел для изготовления сувениров, что привело к некоторой экономической самостоятельности поселения.
В 1975 году Ивудживик стал одним из примерно половины инуитских поселений региона, отказавшихся подписать соглашение «Залив Джеймс и Северный Квебек». Тем не менее проект «Залив Джеймс» был осуществлён, и по состоянию на 2003 год эти ГЭС вырабатывали примерно 43 % электричества, потребляемого населением Квебека.
27 июня 1981 года Ивудживик был инкорпорирован со статусом «северная деревня».
В феврале 2006 года среди дня в деревню забрёл белый медведь и напал на трёх семилетних мальчиков. 41-летняя мать одного из детей, Лидия Ангию, закрыла собой мальчиков и вступила с медведем в схватку с голыми руками. На помощь ей пришёл один из местных охотников, 33-летний Сикуалук Аиналик, который сначала пытался отогнать зверя выстрелами в воздух, а когда это не возымело эффекта, застрелил медведя. За свои действия женщина была награждена Медалью храбрости.

## Демография
Согласно переписи 2006 года в Ивудживике проживали 349 человек (298 в 2001, 274 в 1996, 263 человека в 1991 году). 42,9 % жителей были младше 15 лет, средний возраст составлял 19,1 года.
Согласно переписи 2011 года в Ивудживике проживали 370 человек (170 мужского пола и 200 женского; +6 % за 5 лет) в 91 доме. Не было ни одного жителя старше 80 лет. 37,6 % жителей были младше 15 лет, средний возраст составлял 20,8 лет. Опрос 230 жителей старше 15 лет показал, что 65 из них состоят в официальном браке и живут совместно, 40 человек живут гражданским браком, 120 не состоят в браке и никогда в нём не были, 5 состоят в браке, но живут раздельно, ни один не находится в разводе и 5 человек вдовствуют. Средняя семья состояла из 4,1 человека, из 85 семей деревни 30 состояли из 5 и более членов.
По состоянию на май 2015 года на официальном сайте деревни указано население 274 человека (как в переписи 1996 года).